# Copa Interamericana 1989
La Copa Interamericana 1989 fue la undécima edición del torneo organizado entre Conmebol y Concacaf. El campeón fue Nacional de Uruguay que derrotó al Olimpia de Honduras tras disputar partidos de ida y vuelta, siendo esta copa el último título internacional logrado por un club uruguayo.

## Clubes clasificados
| Conmebol (Sudamérica)            |  | Nacional |  | Campeón de la Copa Libertadores (1988)                |
| Concacaf (Norte y Centroamérica) |  | Olimpia  |  | Campeón de la Copa de Campeones de la Concacaf (1988) |

## Resultados

### Partido de ida
| 5 de marzo de 1989 | Olimpia              | 1:1 (0:1) | Nacional       | Estadio Nacional, Tegucigalpa                                    |                                                                  |
|                    | B. Rivera 66' (pen.) |           | D. Fonseca 17' | Asistencia: 45 000 espectadores Árbitro(s): Arturo Brizio Carter | Asistencia: 45 000 espectadores Árbitro(s): Arturo Brizio Carter |

| 18 | POR | Belarmino Rivera      |       |
| 4  | DEF | Daniel Zapata         |       |
| 2  | DEF | Alejandro Ruiz        |       |
| 3  | DEF | Danilo Galindo        |       |
| 6  | DEF | Rudy Williams         |       |
| 5  | MED | Antonio Hernández     |       |
| 11 | MED | Nahúm Espinoza        |       |
| 14 | MED | Vicente Viera         |       |
| 7  | DEL | Juan Flores           | Salió |
| 9  | DEL | Juan Carlos Contreras |       |
| 11 | DEL | Ángel Flores          |       |
| DT | DT  | Estanislao Malinowski |       |

| 1  | POR | Jorge Seré             |     |
| 2  | DEF | Tony Gómez             |     |
| 22 | DEF | Daniel Felipe Revelez  |     |
| 3  | DEF | Hugo de León           |     |
| 6  | DEF | Carlos Fabier Soca     |     |
| 5  | MED | Jorge Daniel Cardaccio |     |
| 15 | MED | Santiago Ostolaza      |     |
| 11 | MED | William Castro         |     |
| 9  | DEL | Luis Alberto Noé       |     |
| 18 | DEL | Daniel Fonseca         |     |
| 7  | DEL | Jacinto Cabrera        | 31' |
| DT | DT  | Héctor Núñez           |     |

| 13 | DEL | Eugenio Dolmo Flores | Entró |

| 25 | DEL | Héctor Morán | 31' |

| Penal | 66' | Belarmino Rivera |

|  | 17' | Daniel Fonseca |

| 18 | POR | Belarmino Rivera      |       |
| 4  | DEF | Daniel Zapata         |       |
| 2  | DEF | Alejandro Ruiz        |       |
| 3  | DEF | Danilo Galindo        |       |
| 6  | DEF | Rudy Williams         |       |
| 5  | MED | Antonio Hernández     |       |
| 11 | MED | Nahúm Espinoza        |       |
| 14 | MED | Vicente Viera         |       |
| 7  | DEL | Juan Flores           | Salió |
| 9  | DEL | Juan Carlos Contreras |       |
| 11 | DEL | Ángel Flores          |       |
| DT | DT  | Estanislao Malinowski |       |

| 1  | POR | Jorge Seré             |     |
| 2  | DEF | Tony Gómez             |     |
| 22 | DEF | Daniel Felipe Revelez  |     |
| 3  | DEF | Hugo de León           |     |
| 6  | DEF | Carlos Fabier Soca     |     |
| 5  | MED | Jorge Daniel Cardaccio |     |
| 15 | MED | Santiago Ostolaza      |     |
| 11 | MED | William Castro         |     |
| 9  | DEL | Luis Alberto Noé       |     |
| 18 | DEL | Daniel Fonseca         |     |
| 7  | DEL | Jacinto Cabrera        | 31' |
| DT | DT  | Héctor Núñez           |     |

| 13 | DEL | Eugenio Dolmo Flores | Entró |

| 25 | DEL | Héctor Morán | 31' |

| Penal | 66' | Belarmino Rivera |

|  | 17' | Daniel Fonseca |

### Partido de vuelta
| 29 de marzo de 1989 | Nacional                                    | 4:0 (2:0) | Olimpia | Estadio Centenario, Montevideo                          |                                                         |
|                     | Fonseca 17' · Ostolaza 23' · L. Noé 57' 85' |           |         | Asistencia: 38 000 espectadores Árbitro(s): Abel Gnecco | Asistencia: 38 000 espectadores Árbitro(s): Abel Gnecco |

| 1  | POR | Jorge Seré                |     |
| 2  | DEF | Tony Gómez                |     |
| 22 | DEF | Daniel Felipe Revelez     |     |
| 3  | DEF | Hugo de León              |     |
| 13 | DEF | José Luis Pintos Saldanha | 54' |
| 5  | MED | Jorge Daniel Cardaccio    |     |
| 15 | MED | Santiago Ostolaza         |     |
| 11 | MED | William Castro            |     |
| 9  | DEL | Luis Alberto Noé          |     |
| 18 | DEL | Daniel Fonseca            |     |
| 7  | DEL | Jacinto Cabrera           | 71' |
| DT | DT  | Héctor Núñez              |     |

| 18 | POR | Belarmino Rivera      |     |
| 4  | DEF | Daniel Zapata         |     |
| 2  | DEF | Alejandro Ruiz        |     |
| 3  | DEF | Danilo Galindo        |     |
| 6  | DEF | Darío Mejía           |     |
| 5  | MED | Antonio Hernández     |     |
| 11 | MED | Nahúm Espinoza        |     |
| 14 | MED | Fernando Tovar        | 65' |
| 9  | DEL | Juan Carlos Contreras | 54' |
| 7  | DEL | Juan Flores           |     |
| 13 | DEL | Eugenio Dolmo Flores  |     |
| DT | DT  | Estanislao Malinowski |     |

| 6  | DEF | Carlos Fabier Soca | 54' |
| 16 | DEL | José Enrique Peña  | 71' |

| 8  | MED | Álex Pineda Chacón | 65' |
| 20 | DEL | Javier Flores      | 54' |

|  | 17' | Daniel Fonseca    |
|  | 23' | Santiago Ostolaza |
|  | 57' | Luis Alberto Noé  |
|  | 85' | Luis Alberto Noé  |

| 1  | POR | Jorge Seré                |     |
| 2  | DEF | Tony Gómez                |     |
| 22 | DEF | Daniel Felipe Revelez     |     |
| 3  | DEF | Hugo de León              |     |
| 13 | DEF | José Luis Pintos Saldanha | 54' |
| 5  | MED | Jorge Daniel Cardaccio    |     |
| 15 | MED | Santiago Ostolaza         |     |
| 11 | MED | William Castro            |     |
| 9  | DEL | Luis Alberto Noé          |     |
| 18 | DEL | Daniel Fonseca            |     |
| 7  | DEL | Jacinto Cabrera           | 71' |
| DT | DT  | Héctor Núñez              |     |

| 18 | POR | Belarmino Rivera      |     |
| 4  | DEF | Daniel Zapata         |     |
| 2  | DEF | Alejandro Ruiz        |     |
| 3  | DEF | Danilo Galindo        |     |
| 6  | DEF | Darío Mejía           |     |
| 5  | MED | Antonio Hernández     |     |
| 11 | MED | Nahúm Espinoza        |     |
| 14 | MED | Fernando Tovar        | 65' |
| 9  | DEL | Juan Carlos Contreras | 54' |
| 7  | DEL | Juan Flores           |     |
| 13 | DEL | Eugenio Dolmo Flores  |     |
| DT | DT  | Estanislao Malinowski |     |

| 6  | DEF | Carlos Fabier Soca | 54' |
| 16 | DEL | José Enrique Peña  | 71' |

| 8  | MED | Álex Pineda Chacón | 65' |
| 20 | DEL | Javier Flores      | 54' |

|  | 17' | Daniel Fonseca    |
|  | 23' | Santiago Ostolaza |
|  | 57' | Luis Alberto Noé  |
|  | 85' | Luis Alberto Noé  |

|                             |
| Bandera de Uruguay          |
| Campeón Nacional 2.º título |